# Dolichopus flavicoxa
Dolichopus flavicoxa är en tvåvingeart som beskrevs av Van Duzee 1921. Dolichopus flavicoxa ingår i släktet Dolichopus och familjen styltflugor. Inga underarter finns listade i Catalogue of Life.